# Tianning (köpinghuvudort i Kina, Zhejiang Sheng, lat 30,90, long 120,80)
Tianning är en köpinghuvudort i Kina. Den ligger i provinsen Zhejiang, i den östra delen av landet, omkring 94 kilometer nordost om provinshuvudstaden Hangzhou. Antalet invånare är 58 430. Befolkningen består av 28 863 kvinnor och 29 567 män. Barn under 15 år utgör 11,0 %, vuxna 15-64 år 73 %, och äldre över 65 år 14,0 %.
Runt Tianning är det tätbefolkat, med 849 invånare per kvadratkilometer. Närmaste större samhälle är Shengze, 12,6 km väster om Tianning. Trakten runt Tianning består till största delen av jordbruksmark.
Genomsnittlig årsnederbörd är 1 712 millimeter. Den regnigaste månaden är juni, med i genomsnitt 277 mm nederbörd, och den torraste är november, med 65 mm nederbörd.